# 596
عام 596 م، حدث فيه مايلي:

## أحداث
- البعثة الغريغورية وهي حملة تبشيرية في نهاية القرن السادس، بعث بها البابا غريغوري إلى إنجلترا؛ بهدف تحويل الأنجلوساكسون إلى المسيحية.
- معركة رايث، وهي من ضمن الحروب الجرمانية.
- الإمبراطور وين يبعث ببرقيات دبلوماسية إلى البلاط الملكي في غوغوريو (الممالك الثلاث) يطالب فيها بحل التحالف العسكري مع خانية الترك الشرقية، والإغارة على المناطق الحدودية لدولة سوي.

## مواليد
- الإمبراطور الياباني كوتوكو.